# 角岩螺
角岩螺（学名：Mancinella tuberosa），是新腹足目骨螺科丝岩螺属的一种。主要分布于印度尼西亚、中国大陆、台湾，常栖息在低潮线以下。